# Reddighausen
Reddighausen is een plaats in de Duitse gemeente Hatzfeld, deelstaat Hessen, en telt 521 inwoners (2004).